# Le Pont des Soupirs

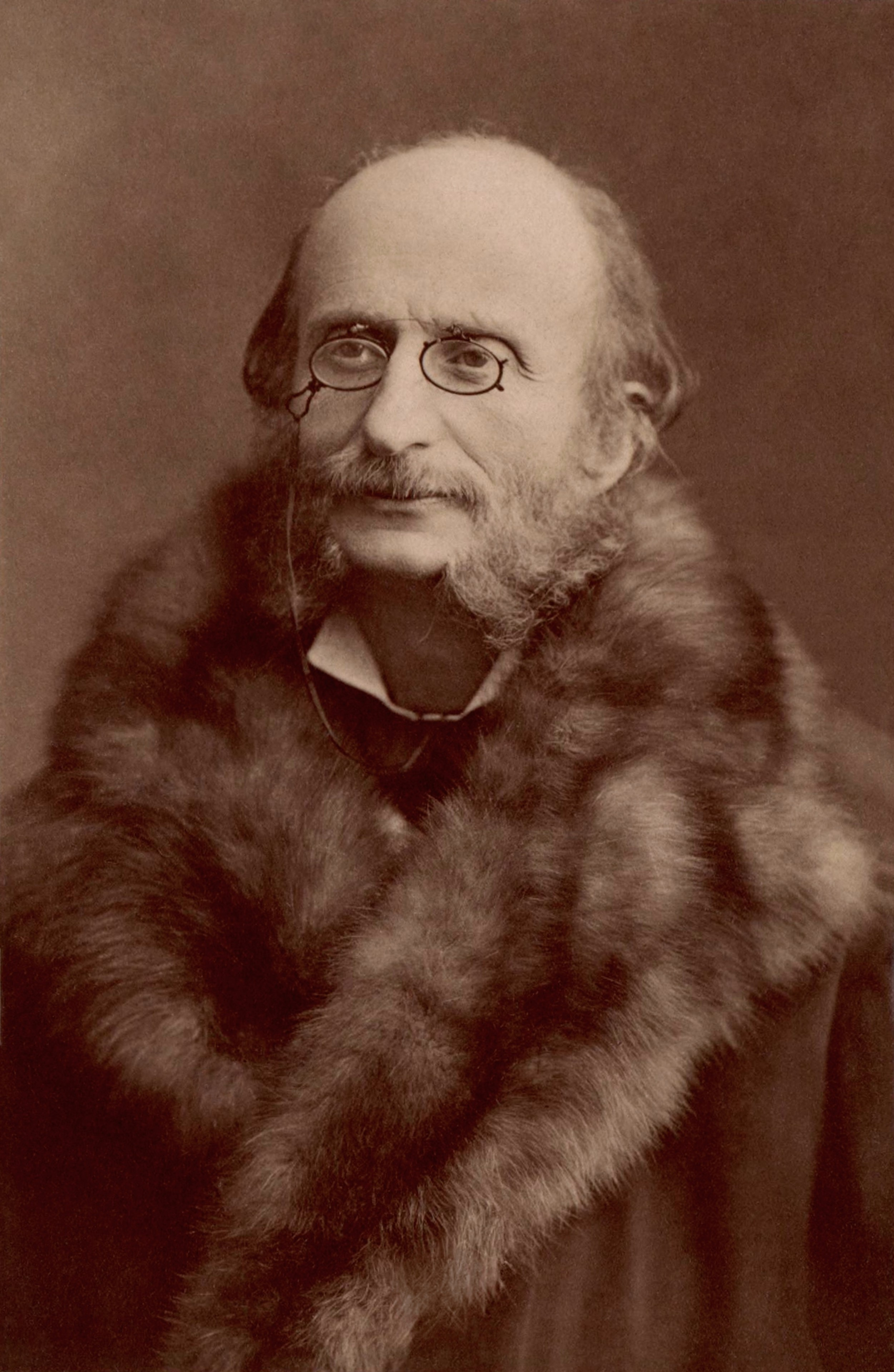
Jacques Offenbach

Le Pont des Soupirs  (Suckarnas bro) är en opéra bouffe (eller operett), som utspelas i Venedig, med musik av Jacques Offenbach och första gången framförd i Paris 1861. Det franska librettot skrevs av Hector Crémieux och Ludovic Halévy.

## Historia
Pjäser, inklusive melodramer, som utspelades i Venedig var relativt vanliga i Paris i början av 1800-talet; librettot, av samma framgångsrika team från Orfeus i underjorden, har beröringspunkter med operorna La Reine de Chypre (1841) och Haydée (1847). Kurt Gänzl beskriver stycket som varande i Offenbachs "besta bouffe humör", noterande en "lång lista av glittrande och roliga musikstycken": den flerfaldiga serenaden nedanför Catarinas balkong, berättelsen om förlusten av den venetianska flottan, parodin på en operamässig vansinnesscen för Catarina, samt en skämtsam "quatuor des poignards". Offenbach skulle återvända till Venedig i Giulietta-akten i sitt sista verk Hoffmanns äventyr.

## Uppförandehistorik
Le Pont des Soupirs framfördes först i en tvåaktsversion på Bouffes-Parisiens i Paris den 23 mars 1861. En version i fyra akter gavs senare på Théâtre des Variétés i Paris den 8 maj 1868. I juni 1861 hade Offenbach låtit uppföra operetten på Theater am Franz-Josefs-Kai i Wien, Treumann-Theater i Berlin, Nationalteatern i Pest och slutligen på Théâtre des Galeries-Saint-Hubert i Bryssel.
Verkets popularitet sträckte sig även till Buenos Aires 1870 och New York 1871 (på franska). I översättning spelades den i Wien 1862, Berlin 1862, Graz 1865 och Budapest 1865, följd av lokala premiärer på den franska landsbygden. Den första engelska uppsättningen ägde rum på St James's Theatre 1872 som The Bridge of Sighs och ett år senare gavs den på Carltheater i Wien.
Offenbachförfattaren Alexander Faris noterar likheter mellan Le Pont des Soupirs och Arthur Sullivans The Gondoliers från 1889; han skriver att "i båda verken förekommer körer à la barcarolle för gondoljärer och contadini [i] terser och sexter; Offenbach har en venetiansk amiral som berättar om sin feghet i strid; Gilbert och Sullivan har sin Duke of Plaza-Toro som leder sitt regemente bakifrån" led his regiment from behind", båda använder också rytmen "cachucha".

## Personer
| Roller                                                      | Röststämma  | Premiärbesättning 23 mars 1861, (Dirigent: Jacques Offenbach) |
| ----------------------------------------------------------- | ----------- | ------------------------------------------------------------- |
| Amoroso, en page                                            | mezzosopran | Lucille Tostée                                                |
| Astolfo                                                     | bas         | Guyot                                                         |
| Cascadetto                                                  | tenor       | Charles Desmonts                                              |
| Cornarino Cornarini, Doge av Venedig                        | tenor       | Désiré                                                        |
| Catarina Cornarini, hans hustru                             | sopran      | Lise Tautin                                                   |
| Baptiste, Dogens betjänt                                    | tenor       | Debruille-Bache                                               |
| Fabiono Fabiani Malatromba, medlem av De tios råd           | tenor       | Pierre-Armand Potel                                           |
| Franrusto                                                   | bas         | Duvernoy                                                      |
| Arlequin                                                    |             | May                                                           |
| Colombine                                                   |             | Igasty                                                        |
| Laodice                                                     |             | Legris                                                        |
| Ledaren för De tios råd                                     |             | Tacova                                                        |
| Gondoljärer, Catarinas tjänare, maskeradfolk, Bravi, vakter |             |                                                               |

## Handling
Plats: Venedig
Tid: 1321

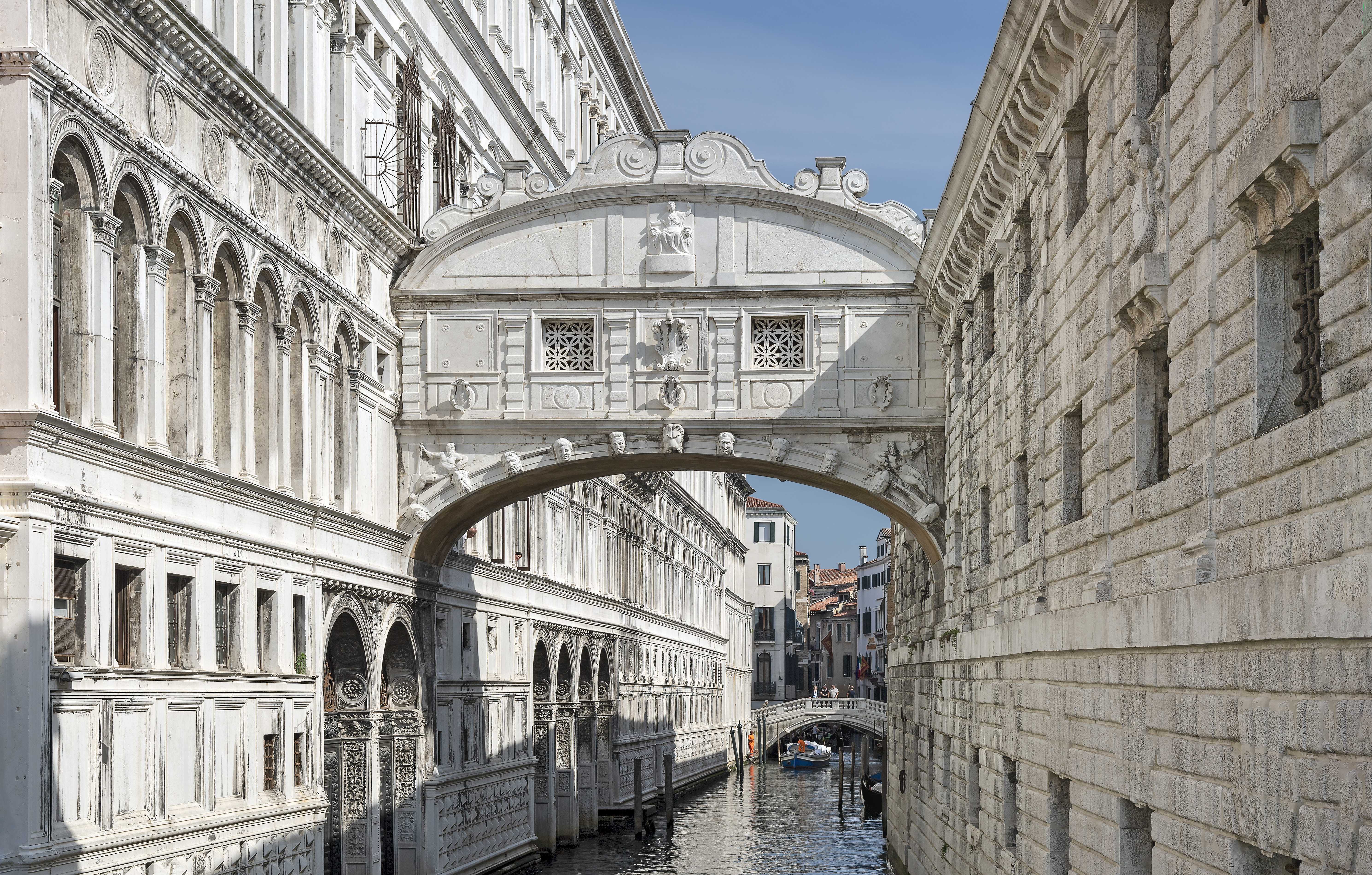
Le Pont des Soupirs (Suckarnas bro) i Venedig

Dogen av Venedig och amiralen för Venedigs flotta, Cornarino Cornarini, har övergivit flottan i rädsla för ett nederlag och befinner sig i onåd. Tillsammans med sin tjänare Baptiste återvänder han förklädd till sitt palats och finner sin hustru Catarina vara uppvaktad av pagen Amoroso och senare av sin ondsinte och ambitiöse kusin Fabiano Fabiani Malatromba. Malatromba låter arrestera Amoroso. Cascadetto och en folkhop tränger in och fördömer Cornarini. Cascadetto sjunger en klagovisa om den fege dogen; Cornarini och hans tjänare tvingas köpa en kopia av sången för att finna honom. Malatromba återvänder till palatset för att förföra Catarina. Dogen och tjänaren försöker också ta sig in men när hopen närmar sig klättrar de ut på balkongen.
Catarina berättar för Laodice om sin kärlek till Amoroso. Två beslöjade män kommer in i rummet. När kvinnorna drar sig tillbaka kommer även Cornarini och Baptise in och en knivkvartett för de fyra männen slutar med att dogen och tjänaren övermannar spionerna, tar deras uniformer och gömmer kropparna i en klocka och en barometer. Catarina återvänder och ber sin förklädde make att rädda henne från Malatromba. När hon svimmar säger Malatromba till de förmodade spionerna att gömma sig i klockan och barometern; när Malatromba försöker ta med sig Catarina dyker Amoroso upp och drar sitt svärd. En strdi bryter ut. De fyra männer uppenbarar sig och i förvirringen fylld rummet av soldater, spioner, tjänare och Catarinas hovdamer. Cornarini och Baptiste arresteras men hävdar att de har bevis på dogens frånfälle, vilket de ska visa fram för De tios råd.
Malatromba ber rådet åhöra bevisningen från de två männen (Cornarini och Baptiste). De hävdar att de har dödat Cornarini; de hoppas att detta ska ge dem friheten och Malatromba hoppas han kan bli ny doge. Catarina och Amoroso uppträder förklädda till riddare och hävdar att Cornarini lever. Amoroso tar bort förklädnaden och visar fram Cornarini och Baptiste. Cornarini erkänner och leds bort för att avrättas och Malatromba utses till ny doge. Rådet läser plötsligt upp en skrivelse som blivit förbisett. Det visar att amiralens flykt var ett försök att lura fienden. Venedig har nu två doger och Malatromba avsätts.
Karnevalen pågår. För att avgöra vilken av dogerna som ska styra bestämmer rådet att de två rivalerna ska utkämpa en strid i kanalen vilken Malatromba vinner.